# 反對逃犯條例修訂草案運動期間的相關行動
在反對《逃犯條例》修訂草案運動期間，部份團體亦趁機作出相關行動，以聲援或抗衡反對《逃犯條例》修訂草案運動。

## 支持警方行動的相關活動

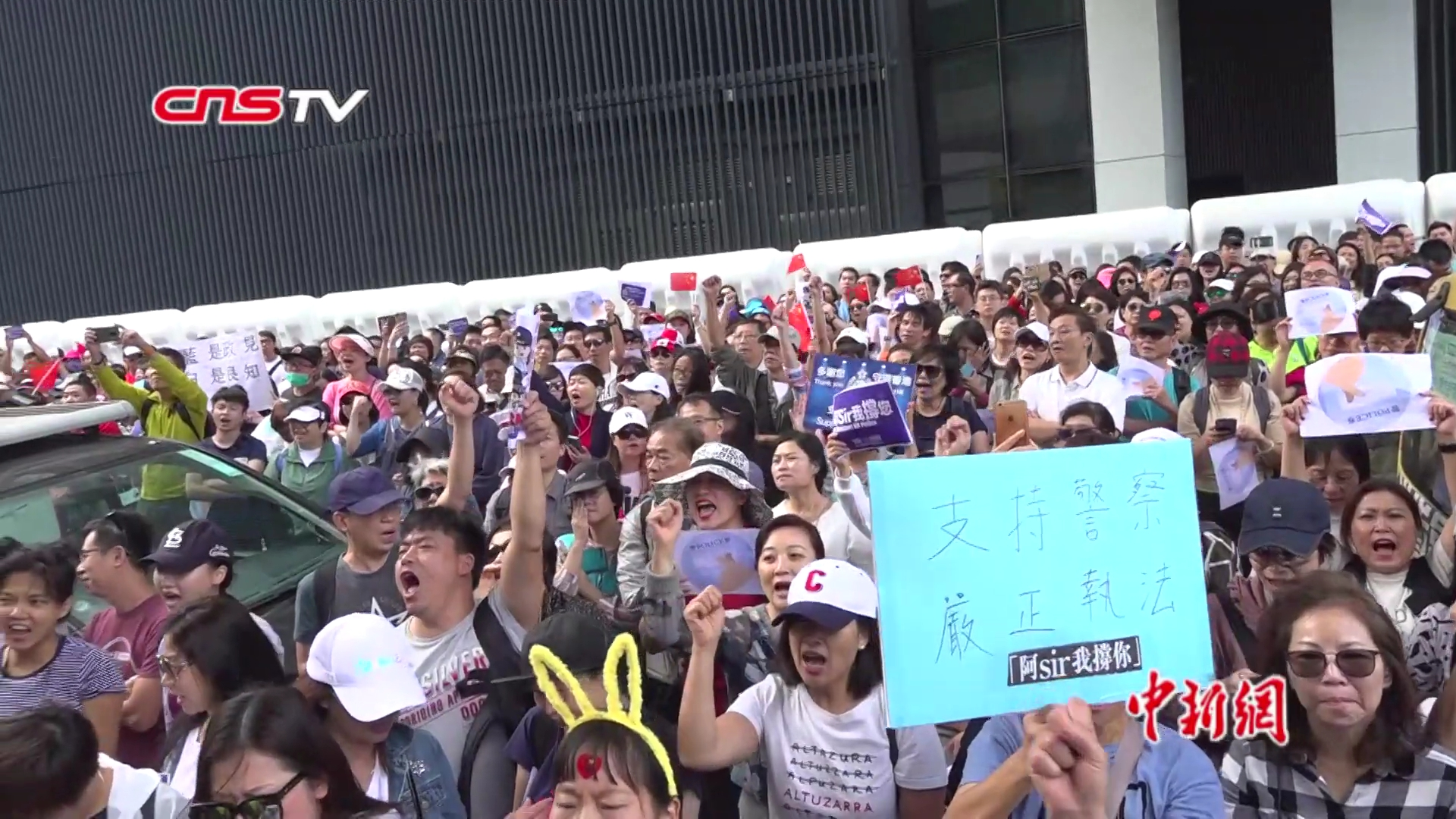
2019年香港撑警集会

支持修例的市民認為警方在連場集會中受到巨大壓力，警方清場所用武力程度恰當，故於6月22日起發起多場撐警集會，支持警隊對付反修例示威者。
2019年7月1日所發生的佔領行為引發大量的支持和討論。親政府的民建聯隨後收集簽名反對暴力衝擊，惟其位於天水圍的街站反被網民自發包圍抗議，行動亦如之前的遊行示威般引發警民衝突。
2019年8月15日，部分自称为“土生土長、熱愛香港的市民”的人士发起网络签署活动并在部分报纸上发布广告，对政府及警队表示支持并要求示威者停止示威活动。
2019年10月中旬，守护香港大联盟发起“反黑暴禁蒙面护家园”网上联署，呼吁共同支持《禁止蒙面规例》，截至11月8日，逾102万名香港市民实名签署。當日下午，守护香港大联盟来到香港特区政府总部，向行政长官办公室主任陈国基递交百万市民联署请愿信，以示支持特区政府和警队。
此外，随着冲突的白热化，世界各地也陆续有华人华侨、留学生、务工人员等参与支持政府的游行、示威、活动、联署等。截止8月6日，全球有数十个国家的两百余个华人组织、社团、工会等参与了支持香港政府的各类活动：澳大利亚墨尔本、悉尼、珀斯、堪培拉、阿德莱德、布里斯班；英国伦敦、爱丁堡、布赖顿、曼彻斯特；德国柏林、汉堡、科隆、法国巴黎、美国纽约、旧金山、加拿大多伦多、温哥华、日本东京、澳门、菲律宾马尼拉、立陶宛维尔纽斯等地均有华人华侨、留学生游行和集会；柬埔寨、泰国、罗马尼亚、巴西、智利、卡塔尔等国华人华侨社团参与联署等。

### 數據
| 支持香港警察／反對反修例示威者集會的參加人數 · |                                                              |
|                                                | 由于已知的技术原因，图表暂时不可用。带来不便，我们深表歉意。 |

### 遊行
| 日期 （2019年） | 主辦者                                 | 起點               | 終點                     | 定名                                                     | 備註及各方估算人數      |
| --------------- | -------------------------------------- | ------------------ | ------------------------ | -------------------------------------------------------- | ----------------------- |
| 12月30日        | 维港之声、珍惜群组                     | 夏悫花园           | 香港个人资料私隐专员公署 | 强烈谴责私隐公署草菅市民命，助纣为虐小题大做打压警察执法 | 约30人                  |
| 10月1日         | 香港的士司機從業員總會                 | 香港島、九龍、新界 | 香港島、九龍、新界       | 慶祝中華人民共和國成立70週年                             | 超過2,000輛的士         |
| 9月18日         | 市民自發                               | 尖沙咀太子酒店     | 尖沙咀天星碼頭           | 勿忘國恥，歌唱祖國                                       | 約40人                  |
| 8月23日         | 守護香港大聯盟、香港的士司機從業員總會 | 筲箕灣、尖沙咀     | 觀塘、荃灣               | 守護香港，風雨同舟                                       | 超過500輛的士           |
| 8月16日         | 旅遊業界                               | 添馬公園           | 夏慤花園                 | 旅遊業界遊行                                             | 大會：4,500 警方：1,300 |

### 集會
| 日期﹙2019年﹚ | 主辦單位       | 集會處                       | 名稱                                    | 參與人數                    | 來源          |
| -------------- | -------------- | ---------------------------- | --------------------------------------- | --------------------------- | ------------- |
| 12月27日       | 保衛香港運動   | 夏慤花園                     | 支持警察嚴正執法                        | 30                          | [ 13 ]        |
| 12月15日       | 市民自發       | 添马公园                     | 控诉暴力集会                            | 数千人                      | [ 14 ]        |
| 12月7日        | 市民自發       | 港灣道公園                   | 愛國護港撐警                            | 400-500                     | [ 15 ]        |
| 11月16日       | 香港和平力量   | 香港特别行政区政府总部       | 反暴力、爱和平、撑警察、护安宁          | 數千人                      | [ 16 ]        |
| 11月8日        | 爱港联盟       | 香港警察总部                 | 选举暴力、速拿主谋                      | 數十                        | [ 4 ]         |
| 11月7日        | 市民自发       | 元朗警署、屯门警署           | 暖港行动                                | 约70                        | [ 17 ]        |
| 10月2日        | 香港菁英會     | 中環9號碼頭、南丫島          | 愛國愛家維港遊迎國慶 凝聚正面青年人力量 | 300                         | [ 18 ]        |
| 10月1日        | 守護香港大聯盟 | 香港島、九龍、新界西、新界東 | 守護國旗                                | 11,000                      | [ 19 ]        |
| 10月1日        | 香港政研會     | 中環天星小輪碼頭、尖沙咀     | 祝祖國生日快樂                          | 數百                        | [ 20 ]        |
| 10月1日        | 市民自發       | 香港科技大學                 | 歌唱祖國                                | 數十                        | [ 21 ]        |
| 9月29日        | 市民自發       | 維多利亞公園                 | 中國香港加油，中國加油                  | 数百                        | [ 20 ]        |
| 9月29日        | 香港政研會     | 維多利亞港                   | 1片旗海70年                             | 數千                        | [ 22 ]        |
| 9月28日        | 市民自發       | 灣仔金紫荊廣場               | 中國萬歲，新中國生日快樂                | >50                         | [ 23 ]        |
| 9月24日        | 市民自發       | 太古廣場                     | 高唱國歌，香港加油                      | >100                        | [ 24 ]        |
| 9月14日        | 市民自發       | 荃灣、砲台山、北角、金鐘     | 快閃清潔                                | >200                        | [ 25 ]        |
| 9月13日        | 市民自發       | 奧海城                       | 快閃唱國歌                              | 約1000                      | [ 26 ]        |
| 9月12日        | 市民自發       | 國際金融中心                 | 快閃唱國歌                              | 約1000                      | [ 27 ]        |
| 8月29日        | 市民自發       | 佐敦近裕華國貨               | 聲討民陣                                | 約30                        | [ 28 ] [ 29 ] |
| 8月24日        | 香港政研會     | 香港電台總部外、廣播道       | 天下為公                                | 大會：>10,000 警方：1,200   | [ 30 ]        |
| 8月17日        | 守護香港大聯盟 | 添馬公園                     | 反暴力、救香港                          | 大會：476,000 警方：108,000 | [ 31 ] [ 32 ] |
| 8月3日         | 香港政研會     | 維多利亞公園                 | 希望明天                                | 大會：90,000 警方：26,000   | [ 33 ]        |
| 7月20日        | 守護香港大聯盟 | 添馬公園、立法會道           | 守護香港                                | 大會：316,000 警方：103,000 | [ 34 ]        |
| 6月30日        | 香港政研會     | 添馬公園                     | 撐警隊，護法治，保安寧                  | 大會：165,000 警方：53,000  | [ 35 ]        |
| 6月22日        | 正義聯盟       | 遮打花園                     | 支持警察，祝福香港                      | 警方：600                   | [ 36 ] [ 37 ] |

## 反對中環海濱改劃為軍事用地
由於需要討論建制派提出的休會動議，將中環海濱一幅0.3公頃的土地改劃為解放軍軍事用地的附屬法例於6月29日凌晨零時自動生效。期限屆滿前夕，有市民到該處抗議，並高呼「人不送中，地不閹割」、「反對碼頭送中」等口號。示威者一度闖入該幅用地，及後於警民對峙一個多小時後散去。

## 光復行動
另外，連登用戶提議來日的行動以民生議題為主軸，以爭取強調「和理非」的反送中人士，甚至是「藍絲」（撐警人士）支持。第一個相關行動為7月6日「光復屯門行動」，前往屯門公園驅逐被指騷擾行人和有傷風化的內地「大媽」。並以「勿摸活家禽」等口號諷刺她們的舞蹈低俗不雅，影響香港市容，亦有壞社會倫理。
其後，網民及北區水貨客關注組於7月13日發起「光復上水」反水貨客遊行，要求政府正視水貨客問題及取消一周一行。事件再次引發多次警民衝突。有示威者佔據馬路和包圍藥房，亦有示威者向警方投擲雜物和鐵枝。警方以胡椒噴霧及警棍驅趕。事件造成多名警員、示威者及記者受傷。大部分示威者於警方晚上清場行動前散去。有現場人士質疑警方的清場行動過激和暴力。                                                    
此外，7月27日曾舉辦光復元朗遊行
。另外，8月17日亦曾舉辦光復紅土遊行。